# Ascotis cuneata
Ascotis cuneata är en fjärilsart som beskrevs av Hoffmann 1942. Ascotis cuneata ingår i släktet Ascotis och familjen mätare. Inga underarter finns listade i Catalogue of Life.